# Etgar Keret
Etgar Keret (in ebraico אתגר קרת‎?; Ramat Gan, 20 agosto 1967) è uno scrittore, attore e regista israeliano.
Autore di racconti brevi e sceneggiature per romanzi a fumetti, film e televisione, insegna all'Università Ben Gurion del Negev, a Beer Sheva, e all'Università di Tel Aviv.

## Biografia
Nato a Ramat-Gan, in Israele, nel 1967, è il terzo figlio di genitori ebrei polacchi sopravvissuti all'Olocausto, ha la doppia nazionalità, israeliana e polacca.

### Carriera letteraria
Keret ha pubblicato finora cinque raccolte di racconti: Pipelines (1992), Missing Kissinger (1994), che gli diede la notorietà, Kneller's Happy Campers (1998), Cheap Moon (2002) e Suddenly a Knock at the Door (2012).
Keret ha scritto anche diverse sceneggiature per fumetti, fra cui Nobody Said It Was Going to Be Fun (1996), illustrato da Rutu Modan e Streets of Fury (1997), con disegni di Asaf Hanuka. Il collettivo di illustratori Actus Tragicus ha tradotto in fumetti cinque suoi racconti, raccolti sotto il titolo Jetlag (1999). Keret ha scritto inoltre il libro per bambini Dad Runs Away with the Circus (2004), disegni di Rutu Modan. Asaf Hanuka ha tratto dal racconto Kneller's Happy Campers la graphic novel Pizzeria Kamikaze (2006). Negli ultimi anni ha scritto All'improvviso bussano alla porta (2012) e Sette anni di felicità (2015).
Alcuni critici ritengono Keret il fondatore della scuola letteraria nata nel suo paese nella seconda metà degli anni novanta e la sua scrittura moderna e i suoi personaggi surreali emblematici dell'attuale generazione di scrittori israeliani.

### Altri media
Per la TV israeliana, Keret ha scritto le prime tre stagioni di The Cameri Quintet e il film tv Aball'e (2001). Nel 2006, il regista Goran Dukić ha tratto dal racconto Kneller's Happy Campers il film Wristcutters: A Love Story, con Tom Waits e Will Arnett. Etgar e sua moglie Shira hanno diretto il film Jellyfish (2007), basato su una storia scritta da Shira.
$9.99, un film di animazione scritto da Keret e diretto da Tatia Rosenthal, è una co-produzione israelo-australiana del 2009 con le voci di Geoffrey Rush, Anthony LaPaglia e altri famosi attori australiani. Nel 2010, il giovane regista polacco Krzysztof Szot ha presentato al Festival di Cannes un cortometraggio basato sul racconto di Keret An Exclusive. Il cortometraggio Glue (2012) tratto dal racconto di Keret "Crazy Glue" ha partecipato al Rhode Island International Film Festival.

## Premi
- Nel 1993 Keret ha vinto il primo premio all'Alternative Theater Festival di Akko per Entebbe A Musical, scritto con Jonathan Bar Giora.
- Il cortometraggio Malka Lev Adom, scritto e diretto con Ran Tal, vinse l'Israel Film Academy e il Festival Internazionale delle Scuole di Cinema a Monaco di Baviera nel 1996.
- Il cortometraggio Jellyfish ha vinto il premio Camera d'Or al Festival di Cannes 2007.
- Nel 2010, Keret ha ricevuto il cavalierato dell'Ordre des Arts et des Lettres di Francia.
- Nel 2018 è stato insignito del Premio Sapir per la raccolta di racconti Un intoppo ai limiti della galassia[1]

## Romanzi e racconti
- Papà è scappato col circo, Edizioni E/O, Roma, 2003.
- Gaza blues, (con Samir El-Youssef), Edizioni E/O, Roma, 2005.
- Abram Kadabram, Edizioni E/O, Roma, 2008.
- La notte in cui morirono gli autobus, Edizioni E/O, Roma, 2010.
- All'improvviso bussano alla porta, Feltrinelli, Milano, 2012.
- L'incredibile avventura di un bimbogatto (illustrazioni di Aviel Basil), Terre di Mezzo, Milano, 2015.
- Sette anni di felicità, Feltrinelli, Milano, 2015.
- Rompi il porcellino, Feltrinelli, Milano, 2017.
- Le tettine della diciottenne, Feltrinelli, Milano, 2017.
- Pizzeria Kamikaze, Feltrinelli, Milano, 2018.
- Un intoppo ai limiti della galassia, Feltrinelli, Milano, 2019.

## Filmografia parziale

### Attore
- Meduzot, regia di Shira Geffen e Etgar Keret (2007).

### Regista
- Meduzot, co-regia con Shira Geffen (2007).

## Curiosità

### Keret House
A Keret è intitolata la Keret House, la casa più stretta al mondo (la larghezza oscilla tra 92 e 152 centimetri), progettata dall'architetto Jakub Szczęsny nel 2012 e realizzata a Varsavia in via Żelazna 74 nello spazio angusto tra due alti edifici. È abitata dallo scrittore e vi ospita giovani talenti.